# Міхаела Бузернеску
Міхаела Бузернеску (рум. Mihaela Buzărnescu; нар. 4 травня 1988, Бухарест, Румунія)  — румунська професійна тенісистка, доктор філософії.
Бузернеску була дуже здібною юніоркою. Вона, разом із Ралукою Олару виграла Відкритий чемпіонат США 2006 року в парному розряді серед дівчат. На турнірах WTA вона почала виступати в 2004 році. Однак її кар'єру перервала травма плеча. Бузернеску сіла за студентську парту, здобула вищу освіту й захистила дисертацію на звання доктора філософії за спеціальністю спортивна наука.
У 2017 році Бузернеску відчула, що плече її більше не турбує, і в 30-річному віці почала стрімко підійматися в рейтингу, граючи спочатку в турнірах ITF, а потім і WTA. На її першому турнірі Великого шолома (Ролан-Гаррос 2018) вона вже була серед сіяних. В її активі є кілька перемог над тенісистками чільної десятки рейтингу WTA.
Першу одиночну перемогу в турнірах WTA Бузернеску здобула на Silicon Valley Classic 2018, що дозволило їй увійти до чільної двадцятки світового рейтингу.

## Юніорські фінали турнірів Великого шолома

### Парний розряд: 1 (1 титул)
| Результат | Рік                                   | Турнір                           | Покриття | Партнер      | Опоненти                            | Рахунок  |
| --------- | ------------------------------------- | -------------------------------- | -------- | ------------ | ----------------------------------- | -------- |
| Перемога  | Відкритий чемпіонат США з тенісу 2006 | Відкритий чемпіонат США з тенісу | Тверде   | Ралука Олару | Шерон Фічман Анастасія Павлюченкова | 7–5, 6–2 |

## Фінали турнірів WTA

### Одиночний розряд: 3 (1 титул, 2 поразки)
| Легенда                |
| ---------------------- |
| Турніри Великого шлему |
| Турніри WTA 1000       |
| Турніри WTA 500 (1–0)  |
| Турніри WTA 250 (0–2)  |

| Фінали за покриттям |
| ------------------- |
| Тверде (1–1)        |
| Трава (0–0)         |
| Ґрунт (0–1)         |
| Килим (0–0)         |

| Результат | В-П | Дата     | Турнір                          | Категорія     | Покриття | Опонент       | Рахунок       |
| --------- | --- | -------- | ------------------------------- | ------------- | -------- | ------------- | ------------- |
| Поразка   | 0–1 | 2018     | Hobart International, Австралія | International | Тверде   | Елісе Мертенс | 1–6, 6–4, 3–6 |
| Поразка   | 0–2 | Тра 2018 | WTA Prague Open, Чехія          | International | Ґрунт    | Петра Квітова | 6–4, 2–6, 3–6 |
| Перемога  | 1–2 | 2018     | Silicon Valley Classic, США     | Premier       | Тверде   | Марія Саккарі | 6–1, 6–0      |

### Парний розряд: 6 (2 титули, 4 поразки)
| Легенда       |
| ------------- |
| Grand Slam    |
| WTA 1000      |
| WTA 500 (0–1) |
| WTA 250 (2–3) |

| Фінали за покриттям |
| ------------------- |
| Тверде (0–0)        |
| Ґрунт (2–2)         |
| Трава (0–2)         |
| Килим (0–0)         |

| Результат | В-П | Дата         | Турнір                                | Категорія     | Покриття | Партнер            | Опоненти                          | Рахунок       |
| --------- | --- | ------------ | ------------------------------------- | ------------- | -------- | ------------------ | --------------------------------- | ------------- |
| Поразка   | 0–1 | Тра 2018     | WTA Prague Open, Чехія                | International | Ґрунт    | Лідія Морозова     | Ніколь Меліхар Квета Пешке        | 4–6, 2–6      |
| Перемога  | 1–1 | Тра 2018     | Internationaux de Strasbourg, Франція | International | Ґрунт    | Ралука Олару       | Надія Кіченок Анастасія Родіонова | 7–5, 7–5      |
| Поразка   | 1–2 | червень 2018 | Nottingham Open, Велика Британія      | International | Трава    | Гезер Вотсон       | Аліція Росольська Абігейл Спірс   | 3–6, 6–7(5–7) |
| Поразка   | 1–3 | червень 2018 | Eastbourne International, UK          | Premier       | Трава    | Ірина-Камелія Бегу | Габріела Дабровскі Сюй Їфань      | 3–6, 5–7      |
| Поразка   | 1–4 | 2021         | Copa Colsanitas Santander, Колумбія   | WTA 250       | Ґрунт    | Анна-Лена Фрідзам  | Еліксан Лекемія Інгрід Ніл        | 3–6, 4–6      |
| Перемога  | 2–4 | Лип 2021     | Budapest Grand Prix, Угорщина         | WTA 250       | Ґрунт    | Фанні Штоллар      | Альона Большова Тамара Корпач     | 6–4, 6–4      |

## Перемоги над гравцями першої 10-ки
| Season | Тур WTA 2018 | Всього |
| Wins   | 3            | 3      |

| #            | Гравець          | Рейтинг | Турнір                                                                             | Покриття | Коло        | Рахунок  |
| ------------ | ---------------- | ------- | ---------------------------------------------------------------------------------- | -------- | ----------- | -------- |
| Тур WTA 2018 |                  |         |                                                                                    |          |             |          |
| 1.           | Альона Остапенко | Ранг 6  | Qatar Total Open, Доха, Катар                                                      | Тверде   | 2-е         | 6–1, 6–3 |
| 2.           | Еліна Світоліна  | Ранг 4  | Відкритий чемпіонат Франції з тенісу 2018, жінки, одиночний розряд, Париж, Франція | Ґрунт    | 3-є         | 6–3, 7–5 |
| 3.           | Еліна Світоліна  | Ранг 5  | Birmingham Classic, Бірмінгем, Велика Британія                                     | Трава    | Чвертьфінал | 6–3, 6–2 |

## Фінали ITF (55–23)

### Одиночний розряд (22–7)
| Легенда                     |
| --------------------------- |
| $100,000 tournaments        |
| $75,000/$80,000 tournaments |
| $50,000/$60,000 tournaments |
| $25,000 tournaments         |
| $15,000 tournaments         |
| $10,000 tournaments         |

| Фінали за покриттям |
| ------------------- |
| Тверде (6–4)        |
| Ґрунт (14–1)        |
| Трава (0–0)         |
| Килим (1–1)         |

| Результат | Ранг | Дата              | Турнір                     | Покриття   | Опонент               | Рахунок            |
| --------- | ---- | ----------------- | -------------------------- | ---------- | --------------------- | ------------------ |
| Перемога  | 1.   | 13 червня 2004    | Пітешть, Румунія           | Ґрунт      | Ліана Унґур           | 6–3, 7–6(7–4)      |
| Перемога  | 2.   | 20 червня 2004    | Брашов, Румунія            | Ґрунт      | Андреа Бенітес        | 6–3, 7–5           |
| Перемога  | 3.   | 28 травня 2006    | Ла-Пальма, Іспанія         | Тверде     | Nadja Pavić           | 6–3, 6–7(4–7), 6–3 |
| Поразка   | 1.   | 13 травня 2007    | Рабат, Марокко             | Ґрунт      | Yuliya Kalabina       | 1–6, 1–6           |
| Перемога  | 4.   | 8 червня 2008     | Пітешть, Румунія           | Ґрунт      | Pálma Király          | 6–0, 6–3           |
| Перемога  | 5.   | 22 червня 2008    | Бухарест, Румунія          | Ґрунт      | Federica Di Sarra     | 6–2, 6–2           |
| Поразка   | 2.   | 28 березня 2010   | Анталія, Туреччина         | Ґрунт      | Валентина Івахненко   | 3–6, 0–6           |
| Перемога  | 6.   | 15 серпня 2010    | Онешті, Румунія            | Ґрунт      | Ionela-Andreea Iova   | 6–0, 6–1           |
| Поразка   | 3.   | 22 серпня 2010    | Бухарест, Румунія          | Ґрунт      | Ingrid-Alexandra Radu | 5–7, 6–1, 3–6      |
| Перемога  | 7.   | 29 серпня 2010    | Балш, Румунія              | Ґрунт      | Александра Каданцу    | 6–3, 6–2           |
| Поразка   | 4.   | 11 грудня 2010    | Дубай (місто), ОАЕ         | Тверде     | Марта Сироткіна       | 0–6, 0–6           |
| Перемога  | 8.   | 21 травня 2011    | Ізмір, Туреччина           | Тверде     | Наомі Броуді          | 7–5, 6–4           |
| Перемога  | 9.   | 10 липня 2011     | Крайова, Румунія           | Ґрунт      | Анналіза Бона         | 6–2, 3–6, 6–4      |
| Перемога  | 10.  | 17 липня 2011     | Zwevegem, Бельгія          | Ґрунт      | Бібіан Схофс          | 3–6, 6–2, 6–4      |
| Перемога  | 11.  | 13 вересня 2014   | Бухарест, Румунія          | Ґрунт      | Simona Ionescu        | 6–3, 2–6, 6–1      |
| Перемога  | 12.  | 30 березня 2015   | Порт-ель-Кантауї, Туніс    | Тверде     | Lou Brouleau          | 6–0, 6–1           |
| Перемога  | 13.  | 6 квітня 2015     | Port El Kantaoui, Туніс    | Тверде     | Natalija Sipek        | 6–1, 6–0           |
| Перемога  | 14.  | 16 серпня 2015    | Westende, Бельгія          | Тверде     | Осеан Доден           | 6−1, 6–1           |
| Поразка   | 5.   | 22 листопада 2015 | Zawada, Польща             | Килим (i)  | Івана Йорович         | 2–6, 2–6           |
| Перемога  | 15.  | 12 грудня 2015    | Каїр, Єгипет               | Ґрунт      | Valentyna Ivakhnenko  | 6–0, 6–3           |
| Перемога  | 16.  | 18 червня 2017    | Hódmezővásárhely, Угорщина | Ґрунт      | Данка Ковініч         | 6–2, 6–1           |
| Перемога  | 17.  | 24 червня 2017    | İzmir, Туреччина           | Тверде     | Ходзумі Ері           | 6–1, 6–0           |
| Перемога  | 18.  | 9 липня 2017      | Гечо, Іспанія              | Ґрунт      | Рената Сарасуа        | 6–2, 6–2           |
| Перемога  | 19.  | 16 липня 2017     | Versmold, Німеччина        | Ґрунт      | Барбара Гаас          | 6–0, 6–2           |
| Поразка   | 6.   | 5 серпня 2017     | Вокінг, Велика Британія    | Тверде     | Ясміне Паоліні        | 4–6, 6–1, 4–6      |
| Перемога  | 20.  | 17 вересня 2017   | Біарріц, Франція           | Ґрунт      | Патті Шнідер          | 6–4, 6–3           |
| Перемога  | 21.  | 29 жовтня 2017    | Poitiers, Франція          | Тверде (i) | Алісон ван Ейтванк    | 6–4, 6–2           |
| Поразка   | 7.   | 11 листопада 2017 | Токіо, Японія              | Тверде     | Чжан Шуай             | 4–6, 0–6           |
| Перемога  | 22.  | 19 листопада 2017 | Toyota, Японія             | Килим (i)  | Тамара Зіданшек       | 6–0, 6–1           |

### Парний розряд (34–22)
| Легенда                     |
| --------------------------- |
| $100,000 tournaments        |
| $75,000/$80,000 tournaments |
| $50,000/$60,000 tournaments |
| $25,000 tournaments         |
| $15,000 tournaments         |
| $10,000 tournaments         |

| Фінали за покриттям |
| ------------------- |
| Тверде (7–7)        |
| Ґрунт (26–14)       |
| Трава (0–0)         |
| Килим (1–0)         |

| Результат | Ранг | Дата              | Турнір                  | Покриття   | Партнер              | Опоненти                                          | Рахунок               |
| --------- | ---- | ----------------- | ----------------------- | ---------- | -------------------- | ------------------------------------------------- | --------------------- |
| Перемога  | 1.   | 6 червня 2004     | Констанца, Румунія      | Ґрунт      | Габріела Нікулеску   | Bianca Bonifate Diana Gae                         | 6–4, 6–3              |
| Перемога  | 2.   | 13 червня 2004    | Пітешть, Румунія        | Ґрунт      | Gabriela Niculescu   | Andrea Benítez Estefania Craciún                  | 6–4, 6–4              |
| Поразка   | 1.   | 9 квітня 2005     | Мумбаї, Індія           | Тверде     | Санаа Бгамбрі        | Чжань Цзіньвей Юлія Єфремова                      | 2–6, 1–6              |
| Поразка   | 2.   | 7 липня 2006      | Бостад, Швеція          | Ґрунт      | Магда Міхалаке       | Еріка Краут Орелі Веді                            | 6–2, 4–6, 4–6         |
| Поразка   | 3.   | 25 серпня 2006    | Москва, Росія           | Ґрунт      | Євгенія Родіна       | Марія Кондратьєва Катерина Макарова               | 6–4, 4–6, 1–6         |
| Поразка   | 4.   | 13 квітня 2007    | Спліт, Хорватія         | Ґрунт      | Antonia Xenia Tout   | Ольга Брозда Наталія Колат                        | 2–6, 1–6              |
| Перемога  | 3.   | 20 квітня 2007    | Хвар, Хорватія          | Ґрунт      | Магдалена Кіщиньська | Емілі Баке Karolina Jovanović                     | 6–4, 6–2              |
| Поразка   | 5.   | 27 квітня 2007    | Бол, Хорватія           | Ґрунт      | Nadja Roma           | Iveta Gerlová Lucie Kriegsmannová                 | 3–6, 5–7              |
| Перемога  | 4.   | 11 травня 2007    | Рабат, Марокко          | Ґрунт      | Мелані Клаффнер      | Silvia Disderi Самія Меджахді                     | 6–1, 6–4              |
| Поразка   | 6.   | 3 серпня 2007     | Бухарест, Румунія       | Ґрунт      | Моніка Нікулеску     | Сорана Кирстя Агнеш Сатмарі                       | W/O                   |
| Поразка   | 7.   | 18 серпня 2007    | Пенза, Росія            | Ґрунт      | Вероніка Капшай      | Софі Лефевр Агнеш Сатмарі                         | 1–6, 2–6              |
| Перемога  | 5.   | 12 вересня 2007   | Софія, Болгарія         | Ґрунт      | Магдалена Кіщиньська | Жоана Кортез Тельяна Перейра                      | 6–4, 6–7(2–7), [10–4] |
| Перемога  | 6.   | 30 вересня 2007   | Батумі, Грузія          | Тверде     | Воїслава Лукич       | Василіса Давидова Марина Шамайко                  | 6–2, 6–4              |
| Перемога  | 7.   | 8 червня 2008     | Пітешть, Румунія        | Ґрунт      | Laura-Ioana Andrei   | Simona Matei Valentina Sulpizio                   | 7–5, 3–6, [10–2]      |
| Перемога  | 8.   | 22 червня 2008    | Бухарест, Румунія       | Ґрунт      | Laura-Ioana Andrei   | Benedetta Davato Valentina Sulpizio               | 6–4, 4–6, [10–6]      |
| Поразка   | 8.   | 5 липня 2008      | Торунь, Польща          | Ґрунт      | Анастасія Пивоварова | Ольга Брозда Magdalena Kiszczyńska                | 6–4, 4–6, [2–10]      |
| Перемога  | 9.   | 25 липня 2008     | Харків, Україна         | Ґрунт      | Оксана Калашникова   | Христина Антонійчук Леся Цуренко                  | 6–1, 6–4              |
| Перемога  | 10.  | 12 червня 2009    | Бухарест, Румунія       | Ґрунт      | Elora Dabija         | Laura-Ioana Andrei Ioana Gaspar                   | 1–6, 7–5, [10–5]      |
| Перемога  | 11.  | 10 жовтня 2009    | Белек, Туреччина        | Ґрунт      | Катержина Ванькова   | Магалі де Латтре Fatima El Allami                 | 6–1, 6–1              |
| Перемога  | 12.  | 15 листопада 2009 | Гавр, Франція           | Ґрунт      | Марина Мельникова    | Амандін Есс Алізе Лім                             | 6–2, 7–6(7–4)         |
| Перемога  | 13.  | 22 листопада 2009 | Каїр, Єгипет            | Ґрунт      | Лаура Торп           | Фатіма Ан-Набхані Галина Фокіна                   | 6–4, 6–0              |
| Поразка   | 9.   | 28 березня 2010   | Анталія, Туреччина      | Ґрунт      | Alenka Hubacek       | Бейгельзимер Юлія Емануїлівна Анна Герасімоу      | W/O                   |
| Перемога  | 14.  | 4 квітня 2010     | Анталія, Туреччина      | Ґрунт      | Dalia Zafirova       | Вероніка Хвойкова Martina Kubičíková              | 7–6(7–1), 7–5         |
| Перемога  | 15.  | 30 квітня 2010    | Бік (місто), Іспанія    | Ґрунт      | Cristina Stancu      | Ольга Брозда Barbara Sobaszkiewicz                | 7–5, 3–6, [10–7]      |
| Перемога  | 16.  | 13 серпня 2010    | Онешті, Румунія         | Ґрунт      | Laura-Ioana Andrei   | Камелія Хрістя Біляна Павлова                     | 7–6(9–7), 6–2         |
| Перемога  | 17.  | 20 серпня 2010    | Бухарест, Румунія       | Ґрунт      | Laura-Ioana Andrei   | Diana Enache Камелія Хрістя                       | 6–1, 6–3              |
| Перемога  | 18.  | 18 вересня 2010   | Подгориця, Чорногорія   | Ґрунт      | Ірина-Камелія Бегу   | Валерія Соловйова Заневська Марина Володимирівна  | 5–7, 7–5, [12–10]     |
| Поразка   | 10.  | 16 жовтня 2010    | Харків, Україна         | Ґрунт      | Марина Шамайко       | Anna Piven Анастасія Васильєва                    | 4–6, 4–6              |
| Перемога  | 19.  | 7 травня 2011     | Вісбаден, Німеччина     | Ґрунт      | Кароліна Влодарчак   | Dejana Raickovic Ghislaine van Baal               | 6–7(4–7), 6–3, [10–6] |
| Поразка   | 11.  | 21 травня 2011    | Ізмір, Туреччина        | Тверде     | Тереза Мрдежа        | Naomi Broady Ліза Вайбурн                         | 6–3, 6–7(4–7), [7–10] |
| Перемога  | 20.  | 3 червня 2011     | Флоренція, Італія       | Ґрунт      | Zuzana Zlochová      | Ніколе Клеріко Valentina Sulpizio                 | 6–3, 6–4              |
| Поразка   | 12.  | 8 липня 2011      | Крайова, Румунія        | Ґрунт      | Елена Богдан         | Diana Enache Daniëlle Harmsen                     | 6–4, 6–7(5–7), [6–10] |
| Перемога  | 21.  | 22 липня 2011     | Самсун, Туреччина       | Тверде     | Тадея Маєрич         | Чагла Бююкакчай Пемра Озген                       | 6–1, 6–4              |
| Перемога  | 22.  | 10 вересня 2011   | Saransk, Росія          | Ґрунт      | Теодора Мирчич       | Ева Грдінова Вероніка Капшай                      | 6–3, 6–1              |
| Поразка   | 13.  | 16 вересня 2011   | Zagreb, Хорватія        | Ґрунт      | Марія Абрамович      | Марія Жуан Келер Каталін Мароші                   | 0–6, 3–6              |
| Перемога  | 23.  | 1 жовтня 2011     | Telavi, Грузія          | Ґрунт      | Елена Богдан         | Екатеріне Горгодзе Анастасія Гримальська          | 1–6, 6–1, [10–3]      |
| Поразка   | 14.  | 19 лютого 2012    | Серпрайз (Аризона), США | Тверде     | Валерія Соловйова    | Марія Санчес Ясмін Шнак                           | 4–6, 3–6              |
| Перемога  | 24.  | 9 липня 2012      | Zwevegem, Бельгія       | Ґрунт      | Нікола Гоєр          | Кім Кілсдонк Nicolette van Uitert                 | 7–6(7–5), 1–6, [10–4] |
| Перемога  | 25.  | 13 вересня 2012   | Мон-де-Марсан, Франція  | Ґрунт      | Тімеа Бачинскі       | Тельяна Перейра Александріна Найденова            | 6-4, 6-1              |
| Поразка   | 15.  | 30 березня 2015   | Port El Kantaoui, Туніс | Тверде     | Olena Kyrpot         | Inês Murta Melanie Stokke                         | 1–6, 5–7              |
| Перемога  | 26.  | 30 березня 2015   | Port El Kantaoui, Туніс | Тверде     | Olena Kyrpot         | Jennifer Claffey Катінка фон Дайхманн             | 6–4, 6–2              |
| Перемога  | 27.  | 20 квітня 2015    | Пула (Італія), Італія   | Ґрунт      | Irina Maria Bara     | Корінна Дентоні Клаудія Джовіне                   | 6-3, 2-6, [10-4]      |
| Перемога  | 28.  | 26 жовтня 2015    | Saguenay, Канада        | Тверде (i) | Юстина Єгйолка       | Шерон Фічмен Марія Санчес                         | 7–6(8–6), 4–6, [10–7] |
| Перемога  | 29.  | 16 листопада 2015 | Zawada, Польща          | Килим (i)  | Юстина Єгйолка       | Кім Грайдек Катерина Яшина                        | 6–2, 6–3              |
| Поразка   | 16.  | 03 вересня 2016   | Мамая, Румунія          | Ґрунт      | Irina Maria Bara     | Vivien Juhászová Катержина Крамперова             | 6–7(3–7), 6–2, [7–10] |
| Поразка   | 17.  | 16 вересня 2016   | Буча, Україна           | Ґрунт      | Alexandra Perper     | Валентина Івахненко Анастасія Комардіна           | 3–6, 1–6              |
| Перемога  | 30.  | 23 жовтня 2016    | Saguenay, Канада        | Тверде (i) | Елена Богдан         | Б'янка Андрееску Шарлотт Робілард-Мієтт           | 6–4, 6–7(4–7), [10–6] |
| Перемога  | 31.  | 29 жовтня 2016    | Тампіко, Мексика        | Тверде     | Елісе Мертенс        | Юс'ю Мейтейн Арконада Кейті Свон                  | 6–0, 6–2              |
| Поразка   | 18.  | 13 листопада 2016 | Waco, США               | Тверде     | Рената Сарасуа       | Міхаелла Крайчек Taylor Townsend                  | Walkover              |
| Перемога  | 32.  | 13 травня 2017    | Дунакесі, Угорщина      | Ґрунт      | Irina Maria Bara     | Daiana Negreanu Oana Georgeta Simion              | 1–6, 6–1, [10–3]      |
| Поразка   | 19.  | 29 липня 2017     | Прага, Чехія            | Ґрунт      | Альона Фоміна        | Анастасія Потапова Ястремська Даяна Олександрівна | 2-6 2-6               |
| Поразка   | 20.  | 6 серпня 2017     | Woking, Велика Британія | Тверде     | Юстина Єгйолка       | Laura-Ioana Andrei Петра Крейсова                 | 6–4, 2–6, [9–11]      |
| Перемога  | 33.  | 17 вересня 2017   | Біарріц, Франція        | Ґрунт      | Irina Maria Bara     | Cristina Bucșa Ізабель Воллас                     | 6–3, 6–1              |
| Поразка   | 21.  | 24 вересня 2017   | Сен-Мало, Франція       | Ґрунт      | Irina Maria Bara     | Діана Марцинкевич Даніела Сеґель                  | 3–6, 3–6              |
| Поразка   | 22.  | 28 жовтня 2017    | Пуатьє, Франція         | Тверде (i) | Нікола Гоєр          | Белінда Бенчич Яніна Вікмаєр                      | 6–7(7–9), 3–6         |
| Перемога  | 34.  | 15 грудня 2017    | Дубай (місто), ОАЕ      | Тверде     | Alena Fomina         | Леслі Керкгове Лідія Морозова                     | 6–4, 6–3              |

## Одиночний розряд
| Турніри Великого Шлему                 |     |     |     |     |     |     |     |     |     |
| Відкритий чемпіонат Австралії з тенісу | A   | К2р | A   | A   | A   | A   | К2р | 1р  | 0–1 |
| Відкритий чемпіонат Франції з тенісу   | A   | К2р | A   | A   | A   | A   | A   | 4р  | 3–1 |
| Вімблдонський турнір                   | A   | К2р | A   | A   | A   | A   | К2р | 3р  | 2–1 |
| Відкритий чемпіонат США з тенісу       | К3р | К1р | A   | A   | К1р | A   | 1р  |     | 0–1 |
| Career Statistics                      |     |     |     |     |     |     |     |     |     |
| Overall Win–Loss                       | 0–0 | 0–0 | 0–0 | 0–0 | 0–0 | 0–0 | 0–1 | 5–3 | 5-4 |